# George Leitmann
George Leitmann (Viena, 24 de maio de 1925 – 19 de maio de 2025) foi um engenheiro estadunidense.

## Carreira
Especialista em teoria de controle, foi professor emérito no Departamento de Engenharia Mecânica da Universidade da Califórnia em Berkeley. Obteve um Ph.D. em engenharia na Universidade da Califórnia em Berkeley em 1956, onde permaneceu a maior parte de sua carreira.

## Contribuições de pesquisa e serviços
Leitmann contribuiu muito para a teoria do controle ótimo, jogos dinâmicos e pesquisa operacional, bem como aplicações para balística externa de foguetes, sistemas aeroespaciais, economia, ecologia, epidemiologia, contraterrorismo e outros, relatados em 15 livros (incluindo Uma Introdução ao Controle Ótimo, O Cálculo de Variações e Controle Ótimo, Jogos Diferenciais Qualitativos e Quantitativose Jogos de Muitos Jogadores Cooperativos e Não Cooperativos) e mais de 300 artigos de periódicos técnicos. Seu serviço à comunidade acadêmica, especialmente à Universidade da Califórnia, Berkeley, variou de quatro reitores associados, serviço do Comitê do Senado Acadêmico, como o Comitê de Orçamento, presidente do Comitê de Privilégio e Posse, o primeiro Ombudsman da Universidade durante o final dos anos sessenta e muitos comitês consultivos, como o presidente do Comitê Consultivo de Programas de Expedições de Pesquisa em todo o sistema. Ele também serviu à comunidade acadêmica em geral por meio de serviços em conselhos consultivos em outras universidades.

## Morte
Leitmann morreu em 19 de maio de 2025, cinco dias antes de completar 100 anos.

## Prêmios e honrarias
- Em 1981 a Medalha Louis E. Levy do Instituto Franklin[4]
- Em 1982 foi eleito para a Academia Nacional de Engenharia dos Estados Unidos[5]
- Em 1995 a Medalha Rufus Oldenburger da Sociedade dos Engenheiros Mecânicos dos Estados Unidos[6]
- Em 2009 o Prêmio Richard E. Bellman do American Automatic Control Council, por "contribuições pioneiras ao controle ótimo, jogos diferenciais quantitativos e qualitativos, estabilização e controle de sistemas incertos determinísticos, e por serviço exemplar para o campo do controle"[7]